# Station Bojków Górny Wąskotorowy
Station Bojków Górny Wąskotorowy was een spoorwegstation in de Poolse plaats Gliwice.